# Olios guatemalensis
Olios guatemalensis är en spindelart som beskrevs av Eugen von Keyserling 1887. Olios guatemalensis ingår i släktet Olios och familjen jättekrabbspindlar.
Artens utbredningsområde är Guatemala. Inga underarter finns listade i Catalogue of Life.